# Perinereis rumphii
Perinereis rumphii är en ringmaskart som först beskrevs av Horst 1919.  Perinereis rumphii ingår i släktet Perinereis och familjen Nereididae. Inga underarter finns listade i Catalogue of Life.